# أندرو لو (أستاذ)
أندرو وين تشوان لو (مواليد سنة 1960) (بالصينية: 羅聞全) أستاذ المالية في كلية سلوان للإدارة لمعهد ماساتشوستس للتكنولوجيا.
ألّف لو العديد من المقالات الأكاديمية في المالية والاقتصاد المالي. اعتبارا من عام 2018، فهو رئيس فخري ومستشار أول لمجموعة AlphaSimplex.